# ジャック・シェイ
ジョン・アモス・シェイ（John Amos Shea、1910年9月7日 - 2002年1月22日）は、ジャック・シェイやザ・チーフという呼び名でも知られるアメリカのスピードスケート選手。1932年の冬季五輪で2つの金メダルを獲得した。1つの冬季五輪で2つの金メダルを獲得した最初のアメリカ人であり、息子、孫の3世代にわたり冬季五輪に出場している。同国のアーヴィング・ジャフィーとともに1932年の冬季五輪で最も成功した選手である。
1932年の冬季五輪の500mと1500mのスピードスケートで金メダルを獲得した。この大会の開会式で選手宣誓も行った。この開会式の司会は当時ニューヨーク州知事であったフランクリン・ルーズベルトであった。1936年のガルミッシュ・パルテンキルヘン五輪ではそのタイトルを防衛しない選択をした。これはレークプラシッドのラビが彼にヒトラーのドイツのオリンピックに参加しないよう頼んだからであった。
数十年後、1980年のレークプラシッド冬季五輪の誘致に、オリンピック組織委員会のメンバーとして大きな役割を果たした。その後、大会で使用された会場を管理する組織であるオリンピック地域開発局の副会長を務めた。
息子のジム・シェイ・シニアは1964年のインスブルック五輪のノルディック複合とクロスカントリースキーに出場し、孫のジム・シェイ・ジュニアは2002年のソルトレイクシティ五輪のスケルトンで金メダルを獲得している。ソルトレイクシティ五輪の前の聖火リレーにも参加した。この時灯されたコールドロンのあるスピードスケートのトラックはジャックが1932年に2つのメダルを獲得したところであった。孫のジム・シェイ・ジュニアがソルトレイクシティ五輪に出場する17日前に、酒に酔った運転手の車に正面衝突し亡くなった。

## スポーツ以外
レークプラシッド高校、ダートマス大学を卒業しアルバニー・ロースクールに短期間通ったが、世界恐慌の間様々な仕事をして家族を支えるために離れた。1958年から74年まで町の判事を務め、74年から引退する83年までノースエルバ町の町長を務めた。